# 아르멘 므크르치얀
아르멘 야르디키 므크르치얀(아르메니아어: Արմեն Յարդիկի Մկրտչյան, 러시아어: Армен Ярцикович Мкртчян 아르멘 야르치코비치 므크르찬[*], 1973년 10월 6일~)은 아르메니아의 전직 레슬링 선수로 1996년 하계 올림픽 남자 자유형 라이트플라이급 은메달을 획득했다. 또한 세계 선수권 대회에서 동메달 1개, 유럽 선수권 대회에서 금메달 1개, 은메달 1개, 동메달 1개를 획득했다.